# LZ 3

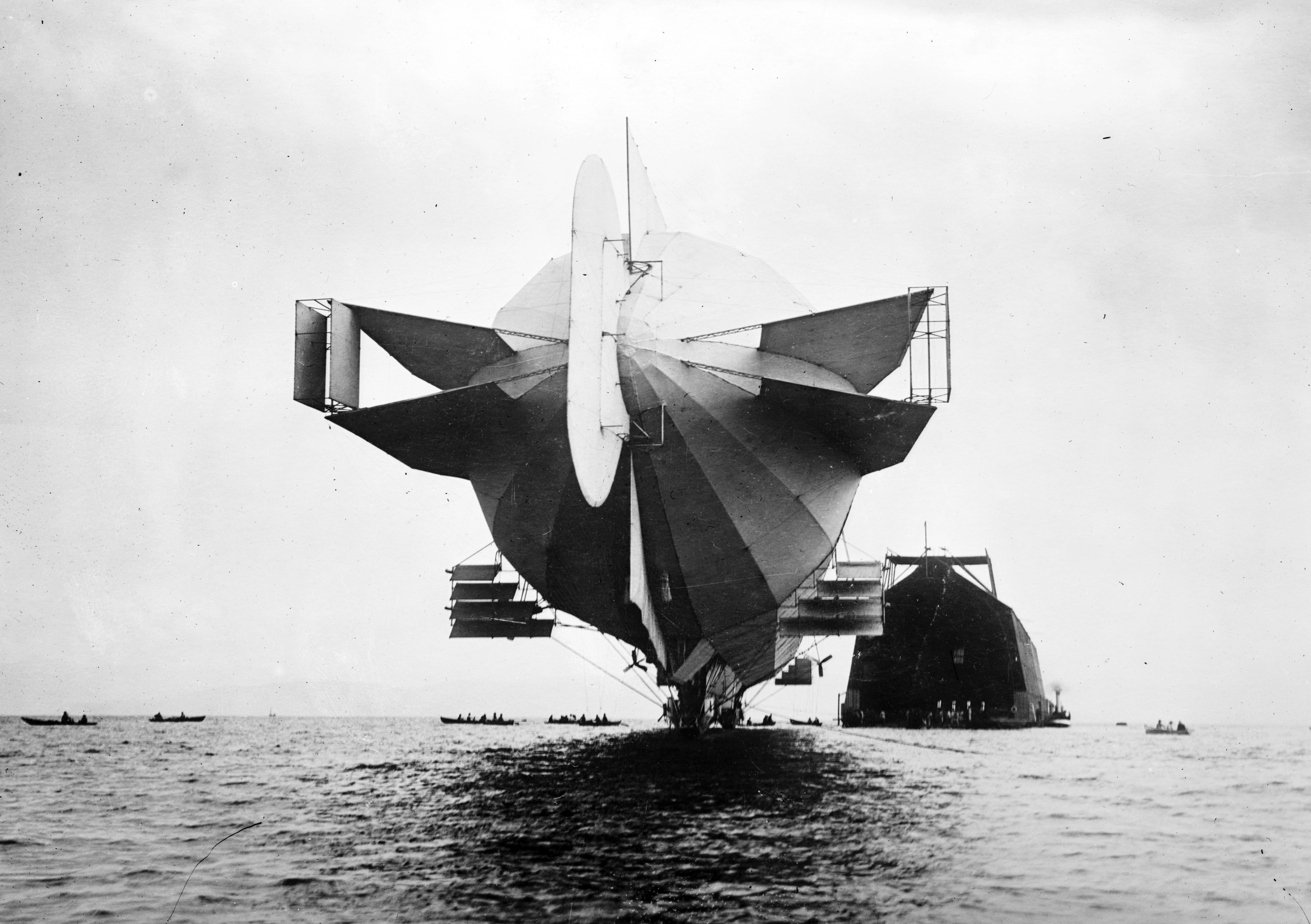
LZ 3

LZ 2 a LZ 3 byly dvě prakticky stejné ztužené vzducholodě, kterými Ferdinand von Zeppelin navázal na pokusy se vzducholodí LZ 1. Zatímco LZ 2 byla zničena během prvního letu, LZ 3 úspěšně sloužila (nejprve k pokusům a později v armádě jako Z I) až do svého morálního zestárnutí. Především přesvědčivé výkony LZ 3 přiměly německou armádu k objednávce LZ 4 a pak dalších Zeppelinových vzducholodí.
Po prvních pokusech se vzducholodí LZ 1 se dostal Zeppelin do finančních potíží. Podařilo se mu však díky značné aktivitě přesvědčit řadu lidí včetně pruské vlády, aby jeho podniku pomohli. Získal povolení k uspořádání speciální loterie, ze soukromých darů získal 100 000 marek, 50 000 marek dodala pruská vláda a přidal i část svého majetku, čímž dal dohromady 400 000 marek na stavbu dalších vzducholodí.
Vzducholoď LZ 2 byla dokončena na sklonku roku 1905 a 17. ledna vystartovala k prvnímu letu. Vál silný vítr a zanedlouho musela pro problémy s motory a řízením nouzově přistát u Allgäu, kde byla poryvy větru zničena. Část zachráněných dílů byla požita k rychlejší dostavbě LZ 3.
LZ 3 měla stejné parametry jako LZ 2. Na rozdíl od ní ji však během její existence nepotkala žádná vážnější nehoda. Po přestavbě a modernizaci byla v roce 1908 předána armádě. Na její palubě si let vyzkoušela řada tehdejších celebrit, včetně císaře Viléma II.
Vzducholoď sloužila pro výcvik až do svého zrušení v roce 1913.
Obě vzducholodi nesly všechny znaky prvních Zeppelinových strojů: měly válcový tvar se zaoblenými konci, což zjednodušovalo výrobu (všechna žebra měla stejný průměr), ale přinášelo problémy s aerodynamikou. Stroje měly složitou soustavu kormidel, která dále zvyšovala aerodynamický odpor a byla náchylná k poruchám. Motory, umístěné v gondolách pod trupem, poháněly vrtule na bocích pomocí dlouhých transmisí, což byl další zdroj poruch. Tyto koncepční znaky byly opuštěny až s novými teoretickými poznatky a poklesem vlivu starého hraběte na výrobu.

## Technické parametry (LZ 2 i LZ 3)
- Objem: 11 300 m3
- Délka: 128 m
- Průměr: 11,7 m
- Motory: 2 × 85 hp
- Dostup: 950 m
- Rychlost: 44 km/h
- Nosnost: 2 800 kg

LZ 3 po přestavbě v roce 1908:
- Objem:	12 200 m3
- Délka: 136 m
- Motory: 2 × 125 hp